# Lorcé
Lorcé – dzielnica (section) gminy Stoumont w Belgii, w Regionie Walońskim, w prowincji Liège, w okręgu Verviers. 1 stycznia 2020 roku liczyła 379 mieszkańców. Do 31 grudnia 1976 r. samodzielna gmina.

## Demografia
Liczba mieszkańców, stan na 1 stycznia:
| Rok                | 1930 | 1947 | 1961 | 2020 |
| ------------------ | ---- | ---- | ---- | ---- |
| Liczba mieszkańców | 484  | 359  | 331  | 379  |